# Raul Cziłaczawa
Raul Szałwowycz Cziłaczawa (ukr. Рауль Шалвович Чілачава; ur. 15 maja 1948 w Gruzji) – ukraiński działacz państwowy i dyplomata, w latach 2005–2010 ambasador nadzwyczajny i pełnomocny w Republice Łotewskiej.

## Życiorys
W 1970 ukończył dziennikarstwo na Uniwersytecie Państwowym w Tbilisi, po czym pracował w Kijowie m.in. jako wydawca republikańskiego wydania Ukraińskiej Encyklopedii Radzieckiej. W 1972 został zatrudniony jako korespondent w piśmie „Komsomolskoje znamia” w Kijowie, by w 1974 podjąć pracę nauczyciela na kursach przygotowawczych prowadzonych przez Państwowy Uniwersytet im. Tarasa Szewczenki w Kijowie. Od 1975 należał do Związku Pisarzy Ukraińskiej SRR. 
Po odzyskaniu niepodległości przez Ukrainę w 1991 mianowano go wiceprzewodniczącym działającej pod zwierzchnictwem rządu Komisji ds. Narodowości i Migracji. W latach 1993–1994 pełnił urząd wiceministra ds. narodowości i migracji, a od 1994 do 1996 zastępował ministra ds. narodowości, migracji i wyznań religijnych. 
W 1998 objął funkcję wiceprzewodniczącego Państwowej Komisji ds. Narodowości i Migracji. W tym samym roku został profesorem na Państwowym Uniwersytecie Kultury i Sztuki w Kijowie, a od 2000 do 2001 pracował jako wykładowca na Uniwersytecie im. Tarasa Szewczenki w Kijowie. 
W 2001 otrzymał nominację na pierwszego zastępcę przewodniczącego Państwowego Wydziału ds. Narodowości i Migracji. W latach 2002–2004 sprawował stanowisko wiceprzewodniczącego Państwowej Komisji ds. Narodowości i Migracji. 
W grudniu 2005 przeszedł do służby dyplomatycznej obejmując placówkę w Rydze jako ambasador pełnomocny i nadzwyczajny. Misję pełnił do 2010. 
Jest żonaty i ma dwóch synów. 